# Euplexaura robusta
Euplexaura robusta är en korallart som beskrevs av Kükenthal 1908. Euplexaura robusta ingår i släktet Euplexaura och familjen Plexauridae. Inga underarter finns listade i Catalogue of Life.